# Довгокрил
Довгокри́л (Miniopterus) — єдиний рід родини Довгокрилові (Miniopteridae), ссавець ряду лиликоподібні (Vespertilioniformes, seu Chiroptera). Згідно з нещодавніми дослідженнями рід слід виділити в окрему родину, Miniopteridae (Dobson, 1875). Етимологія: дав.-гр. μινυός — «незначний», дав.-гр. πτερόν — «крило».

## Характеристики роду
Miniopterus мають характерну форму крил: третій палець має дуже коротку першу фалангу і дуже довгу кінцеву фалангу. Вуха короткі, злегка закруглені. Хутро, як правило, чорного або темно-коричневого кольору, іноді з червонуватими плямами або навіть повністю червоне. Всі види дуже схожі зовні, і їх важко розрізнити, окрім як за розміром. Через схожість у зовнішності, таксономія є дещо невизначеною — важко визначити, які форми в різних областях належать до одного виду. Генетичні дослідження можуть допомогти вирішити цю проблему в майбутньому. 
| Зубна формула   |
| --------------- |
| I 2 C 1 P 2 M 3 |
| I 3 C 1 P 2 M 3 |

## Пошивання і спосіб життя
Ці кажани живуть у південній Європі, Африці, більшій частині Азії, Австралії та багатьох океанічних островах. 
Часто живуть великими групами. Найчастіше обирають печери як місця для сну, але їх також можна знайти в тріщинах в скелях, дуплах дерев і будівлях. Ведуть нічний спосіб життя — рано ввечері вирушають на пошуки їжі. Харчуються переважно комахами, такими як дрібні жуки. У прохолодніших регіонах вони впадають в сплячку чи мігрують у теплі.

## Види
1. Miniopterus aelleni
2. Miniopterus africanus
3. Miniopterus ambohitrensis
4. Miniopterus arenarius
5. Miniopterus australis
6. Miniopterus blepotis
7. Miniopterus brachytragos
8. Miniopterus egeri
9. Miniopterus eschscholtzii
10. Miniopterus fraterculus
11. Miniopterus fuliginosus
12. Miniopterus fuscus
13. Miniopterus gleni
14. Miniopterus griffithsi
15. Miniopterus griveaudi
16. Miniopterus inflatus
17. Miniopterus macrocneme
18. Miniopterus maghrebensis
19. Miniopterus magnater
20. Miniopterus mahafaliensis
21. Miniopterus majori
22. Miniopterus manavi
23. Miniopterus medius
24. Miniopterus minor
25. Miniopterus mossambicus
26. Miniopterus natalensis
27. Miniopterus newtoni
28. Miniopterus nimbae
29. Miniopterus orianae
30. Miniopterus pallidus
31. Miniopterus paululus
32. Miniopterus petersoni
33. Miniopterus phillipsi
34. Miniopterus pusillus
35. Miniopterus robustior
36. Довгокрил європейський (Miniopterus schreibersii)
37. Miniopterus shortridgei
38. Miniopterus sororculus
39. Miniopterus srinii
40. Miniopterus tristis
41. Miniopterus villiersi
42. Miniopterus wilsoni

В Україні мешкав (зараз він регіонально зниклий) один вид з цього роду — Miniopterus schreibersii, знаний як «довгокрил Шрайбера» або «довгокрил звичайний», або «довгокрил західний» або довгокрил європейський. Він же є типовим видом роду Miniopterus.
Окрім сучасних видів виявлено й кілька викопних: Miniopterus approximatus, Miniopterus fossilis, Miniopterus tao, Miniopterus zapfei.